# Société d'escrime de Bâle
 (octobre 2012).
La société d'escrime de Bâle, en allemand Fechtgesellschaft Basel, est un club suisse d'escrime. C'est le club d'escrime le plus titré de Suisse en national et en international avec 53 médailles d'or aux championnats suisses (individuel et par équipes)[réf. nécessaire].

## Le club
Le club compte 220 membres. Sa salle d'armes se trouve au 4e étage du bâtiment sportif de la rue du Théâtre, il a obtenu 53 médailles d'or aux Championnats suisses[réf. nécessaire].

### Entraineurs
- Maître Roger Nigon
- Maître Georges Drouillard
- Maître Rolf Kalich
- actuel : Manfred Beckmann

## Palmarès

### Palmarès du club

#### Championnats suisses
- Épée masculine :
  -  1934 : P. de Graffenried, E. Goeldlin, Ch. Hauert
  -  1948 : C. Nigon, P. Meister, J.P. Muller
  -  1953 : R. Amstad, P. Barth, J.F. Cérésole
  -  1989 : O. Jaquet, N. Bürgi, G. Nigon, M. Moser, D. Bernoulli
  -  1990 : O. Jaquet, N. Bürgin, G. Nigon, M. Moser, M. Jaquet
  -  1991 : O. Jaquet, N. Bürgin, M. Moser, M. Jaquet, R. Bernet
  -  1992 : O. Jaquet, N. Bürgin, M. Moser, M. Jaquet, R. Bernet
  -  1994 : O. Jaquet, N. Bürgin, D. Lang, R. Bernet
  -  1995 : O. Jaquet, N. Bürgin, D. Lang, G. Nigon
  -  1996 : N. Bürgin, D. Lang, G. Nigon, R. Bernet
  -  1997 : D. Lang, G. Nigon, O. Jaquet, R. Bernet
  -  1998 : D. Lang, N. Bürgin, G. Nigon, M. Beckmann
  -  1999 : D. Lang, N. Bürgin, G. Nigon, O. Jaquet
  -  2000 : D. Lang, A. Steffen, M. Fischer, B. Steffen
  -  2001 : D. Lang, A. Steffen, M. Fischer, B. Steffen
  -  2002 : D. Lang, N. Bürgin, A. Steffen, B. Steffen
  -  2003 : D. Bürgler, N. Bürgin, R. Müller, A. Steffen
  -  2004 : D. Bürgler, P. Wyrsch, B. Steffen, G. Nigon
  -  2005 : D. Bürgler, M. Fischer, B. Steffen,  T. Messmer
  -  2010 : B. Steffen, M.Heinzer, T. Messmer, F. Staub
  -  2011 : B. Steffen, M.Heinzer, T. Messmer, F. Staub
  -  2012 : B. Steffen, M.Heinzer, T. Messmer, F. Staub
  -  2013 : B. Steffen, M.Heinzer, G.Jeunet-Mancy, G.Paravicini
- Épée Féminine :
  -  1992 : F. Blum, S. Papa, N. Knecht, C. Stähli
  -  1992 : G. Bürki, D. Roncari, M. Günthard, B. Spitz
  -  1995 : G. Bürki, N. Knecht, C. Stähli
  -  1999 : T. Steffen, C. Stähli, D. Roncari, J. Bernbach
  -  2000 : C. Stähli, J. Bernbach, D. Roncari, R. Pena
  -  2001 : C. Stähli, J. Bernbach, T. Steffen, S. Jenny
  -  2002 : C. Stähli, T. Steffen, J. Bernbach, L. Witthauer
  -  2005 : C. Stähli, T. Steffen, L. Stähli, J. Bernbach
  -  2009 : L. Stähli. T. Steffen, J. Bernbach
  -  2011 :
  -  2012 :
  -  2013 : L. Stähli, T. Steffen, A. Blum, A.K. Obrecht

### Palmarès des membres du club

#### Championnats suisses
- Épée Masculine :
  - 1927  : Paul de Graffenried
  - 1929  : Max Schloeth
  - 1938  : Charles Hauert
  - 1940  : Jacques Frey
  - 1943  : Adolf Nyfeler
  - 1951  : Paul Barth
  - 1952  : Paul Barth
  - 1954  : Mario Valota
  - 1955  : Paul Meister
  - 1957  : Mario Valota
  - 1959  : Mario Valota
  - 1965  : Peter Loetscher
  - 1971  : Peter Loetscher
  - 1981  : François Suchanecki
  - 1993  : Nic Bürgin
  - 1993  : Olivier Jaquet
  - 1994  : Olivier Jaquet
  - 1995  : Olivier Jaquet
  - 1995  : Daniel Lang
  - 1997  : Daniel Lang
  - 1998  : Nic Bürgin
  - 1999  : Daniel Lang
  - 1999  : Nic Bürgin
  - 2000  : Nic Bürgin
  - 2001  : Benjamin Steffen
  - 2001  : Nic Bürgin
  - 2002  : Nic Bürgin
  - 2002  : Andreas Steffen
  - 2004  : Benjamin Steffen
  - 2005  : Marcel Fischer
  - 2006  : Benjamin Steffen
  - 2008  : Benjamin Steffen
  - 2009  : Benjamin Steffen
  - 2010  : Max Heinzer
  - 2011  : Giacomo Paravicini
  - 2011  : Benjamin Steffen
  - 2012  : Max Heinzer
  - 2012  : Florian Staub
  - 2013  : Max Heinzer